# Марченки (Сумская область)
Марченки (укр. Марченки) — село,
Осоевский сельский совет,
Краснопольский район,
Сумская область,
Украина.
Код КОАТУУ — 5922383802. Население по переписи 2001 года составляло 6 человек .

## Географическое положение
Село Марченки находится в большом лесном массиве (дуб, клён, ясень) на расстоянии в 6 км от реки Рыбица,
ближайший населённый пункт — село Гнилица в 3-х км.